# Đá Bạc (eiland)
Đá Bạc (of Hòn Trứng, hòn Đá Trắng, Phú Thọ) is een eiland in de archipel Côn Đảo, een archipel in de Zuid-Chinese Zee. Het eiland behoort tot de provincie Bà Rịa-Vũng Tàu, een van de provincies van Vietnam. Het heeft een oppervlakte van ongeveer 0,1 km².